# Свети Апостоли (Юренджик)
„Свети Апостоли“ (на гръцки: Αγίων Αποστόλων Πεύκων) е православна църква в североизточното солунско предградие Юренджик (Певка), Гърция, енорийски храм на Неаполската и Ставруполска епархия.
Църквата е разположена в североизточната част на Юренджик. Основният камък е положен в 1996 година от митрополит Дионисий Неаполски и Ставруполски. На 21 ноември 1998 година е открит приземния етаж.